# Drepanosticta makilingia
Drepanosticta makilingia är en trollsländeart som beskrevs av Gapud 2006. Drepanosticta makilingia ingår i släktet Drepanosticta och familjen Platystictidae. Inga underarter finns listade i Catalogue of Life.